# Vladimir Așkenazi
Vladimir Ashkenazy sau Vladimir Davidovici Așkenazi (rusă Владимир Давидович Ашкенази; n. 6 iulie 1937, Gorki, RSFS Rusă, URSS) este un dirijor și pianist virtuoz rus, de origine evreiască și rusă, stabilit în Regatul Unit, iar apoi în Islanda. Din 1978 locuiește în Elveția.

## Copilăria și studiile
Vladimir Ashkenazy s-a născut la Nijni Novgorod, pe atunci Gorki, ca fiu al Evstoliei Grigorievna, născută Plotnova, actriță originară dintr-o familie de țărani ruși, și al pianistului și compozitorului evreu David Ashkenazy. In anii celui de-al Doilea Război Mondial a trăit câțiva ani în evacuație la Tașkent.

Din anul 1943 familia s-a stabilit la Moscova, unde la 6 ani Vladimir a început primele studii de muzică. Deoarece a dovedit un talent deosebit și precoce, a fost primit la vârsta de 8 ani la școala centrală de muzică afiliată Conservatorului din capitala rusă. Vreme de zece ani a studiat pianul cu Anaida Sumbatian. Dupa absolvirea școlii, a devenit elevul renumitului pianist și pedagog Lev Oborin și a lui Boris Zemliansky la Conservatorul de muzică din Moscova, unde a studiat până în 1963,

## Începutul carierei pianistice internaționale
În anul 1963 a părăsit URSS împreună cu soția islandeză și primul său copil și s-a stabilit la Londra, unde trăiau părinții soției. Din anul 1972 este cetățean islandez, iar din 1978 locuiește la Lucerna în Elveția.
Este unul din cei mai mari pianiști în viață și un dirijor renumit.
Din anul 1961 este căsătorit cu pianista islandeză Þórunn Sofia Johannisdottir, cu care are cinci copii.

## Premii și distincții
- 1955 Premiul al II-lea la Concursul de pian Frédéric Chopin la Varșovia,
- 1956 Premiul I la Concursul Regina Elisabeth la Bruxelles
- 1962 Premiul I la Concursul internațional Ceaikovski la Moscova, împreună cu John Ogdon
- 2000 Premiul Hanno R. Ellenbogen (Cehia) pentru activitate deosebită în serviciul publicului - împreună cu ceilalți dirijori ai Orchestrei Filarmonice Cehe din Praga
- Ashkenazy este președintele Societății Rahmaninov.
- Premiul Grammy pentru cea mai bună interpretare de muzică de cameră:

1988 Integrala triourilor cu pian ale lui Beethoven - împreună cu Lynn Harrel și Itzhak Perlman
1982 Trioul cu pian in la minor de Ceaikovski - împreună cu Lynn Harrel și Ithzak Perlman
1979 Sonatele pentru vioară și pian de Beethoven - împreună cu Itzhak Perlman
- Premiul Grammy pentru cea mai bună interpretare instrumentală solo:

2000 24 preludii și fugi op. 87 de Șostakovici
1986 Gaspard  de la nuit , Pavană pentru o infantă moartă și Valsuri nobile si senimentale de Maurice Ravel

## Cărți
- (cu Jasper Parrott) Ashkenazy: Beyond Frontiers (Dincolo de frontiere), Atheneum, New York, 1985 — carte autobiografică și despre filozofia muzicii